# قطعنامه ۱۷۰۹ شورای امنیت
قطعنامه  ۱۷۰۹ شورای امنیت سازمان ملل متحد که در تاریخ ۲۲ سپتامبر ۲۰۰۶ تصویب شد، سندی بین‌المللی دربارهٔ بررسی وضعیت در مورد سودان است. این قطعنامه طی نشست ۵۵۳۲ام با ۱۵ رای موافق، ۰ مخالف و ۰ ممتنع تصویب شد.